# جهاز هيكلي طرفي
يتكون من عظام الطرفين العلويين والسفليين، والتركيب التي تصل بين الأطراف والجذع، وتسمى الحزامين الصدري والحوضي :
- الحزام الصدري: يربط بين الأطراف العلوية والهيكل المحوري، ويتكون من :

1. عظمتي الترقوة، يشكل كلا منهما عظم أمامي رفيع، تتصلان من الأمام بعظمة القص، وتتصلان من الخلف بشوكية علوية بارزة من لوح الكتف تسهم في تكوين مفصل الكتف.[2][3]
2. عظمتي اللوح، يشكل كلا منهما عظم خلفي مثلث ومسطح. ويتواجد تجويف خاص بطرف عظم اللوح لاستقبال عظم العضد.

- الطرفان العلويين: يتكون كل طرف من عظم العضد، وعظمتي الساعد (الزند والكعبرة) وثماني عظام في الرسغ مرتبة في صفين، وعظام اليد (المشط) وعددها خمس، وسلاميات الأصابع عددها 14 عظمة.
- الحزام الحوضي : يربط بين الأطراف السفلية والهيكل المحوري. ويتكون من عظمين متماثلين يسمى كل منهما العظم عديم الاسم يلتقيان من الأمام في مفصل غضروفي يدعى الارتفاق العاني، ويتصلان من الخلف بعدد من فقرات المنطقة العجزية للعمود الفقري، وتشكل المنطقة العجزية، والعصعصية والعظمان عديما الاسم الحوض، ويوجد عند كل جانب من جانبي الحوض تجويف يسمى الحُق (ضمة على الحاء) أهميتة : يتصل به أعلى عظم الفخذ ويشكل مفصل الفخذ.
- الطرفان السفليان : يتكون كل طرف من عظم الفحذ والرضفة وعظمتي الساق (القصبة والشظية) وسبع عظمات في الكاحل وعظام القدم (المشط وسلاميات الأصابع) ويبلغ عدد عظام القدم 19 عظمة.